# Duel (novelle)
Duel is het boekenweekgeschenk van 2010, geschreven door Joost Zwagerman. Het kwam uit op 10 maart 2010, de eerste dag van de Boekenweek die dat jaar als motto hanteerde "Titaantjes - opgroeien in de letteren". Het bestaat uit 12 hoofdstukken met een dubbele proloog en een dubbele epiloog. Het is een tragikomisch verhaal van een museumdirecteur die na de verdwijning van een topstuk ter waarde van dertig miljoen euro ernstig op de proef wordt gesteld.

## Verhaal
Jelmer Verhooff is museumdirecteur van het Hollands Museum te Amsterdam. Nadat de brandweer het gebouw heeft afgekeurd woont hij tijdens de jarenlange verbouwing in zijn eigen museum om kraken ervan te voorkomen. Jelmer neemt de kans waar om in de zes maanden voor de sluiting van het museum een laatste uitdagende expositie te houden onder de als prikkelend bedoelde naam: "DUEL", met als ondertitel "Dutch artists challenged by modern masters." De expositie bevat 19 gelijksoortige inzendingen en één bijzondere. Emma Duiker heeft zich ten doel gesteld "Untitled no 18" van Mark Rothko na te maken. Vlak voor het tentoon te stellen werk, haar kopie, wordt opgehaald, verwisselt ze de doeken, waardoor haar kopie in het museumdepot terechtkomt, en ze na afloop van de tentoonstelling het echte werk mee naar huis kan nemen. In de maanden daarna vervaardigt ze nóg drie kopieën. Het echte schilderij, met een taxatiewaarde van 30 miljoen euro, laat ze vervolgens anoniem door Europa reizen om het op steeds wisselende plekken op te hangen. Haar motivatie is dat kunst te veel wordt weggestopt in museumdepots en aan het volk moet worden teruggegeven. Ze beschouwt haar actie zelf ook als een kunstproject.
Jelmer Verhooff weet, met hulp van de broer van een schoolvriend van zijn zoon, Emma's hotmail-adres te hacken om op die manier uit te vinden waar het schilderij zich op dat moment bevindt. Hij belandt zo in Slovenië. Als hulpje neemt hij zijn beste maar onwillige restaurateur Olde Husink mee. In Ljubljana krijgen ze direct al hulp van een Nederlandse Sloveen Edo Veerkamp. Die brengt hen naar de verblijfplaats van het schilderij in Novo Mesto. Edo bemiddelt in de diefstal van het schilderij door twee lokale criminelen, maar de andere ochtend krijgt Jelmer met hen ruzie over de vooraf afgesproken prijs van 1000 euro. In een korte schermutseling doorboort de vuist van Jelmer het canvas van het schilderij.
Jelmer besluit een van de kopieën van Emma achter glas tijdelijk te laten doorgaan voor het origineel. De hevig tegenstribbelende Olde Husink heeft zo jaren de tijd om het doek grondig te restaureren. Maar dan grijpt de politiek in. Het contract met Jelmer als directeur wordt niet verlengd en hij wordt opgevolgd door Claire Barrès uit Frankrijk. In een onderonsje met Emma Duiker weet Jelmer haar serie van drie doeken "Untitled Revisited" voor 1 euro aan te kopen. Bij de feestelijke heropening van het Hollands Museum staat de verbijsterde conservator van het MoMA zich af te vragen waarom dit prachtige doek achter glas moest? Hij is bereid dit doek tegen topstukken van het MoMA ter expositie te ruilen. Hij heeft het al tegen Claire gezegd en hij doet het dunnetjes over tegen Jelmer. Deze Untitled no 18 wordt het kloppend hart van het MoMA.

## Historisch perspectief
De auteur geeft alle Nederlandse musea die in het werk genoemd worden andere namen. Het "Hollands Museum" is door het noemen van de plek eenvoudig te herkennen als het Stedelijk Museum in Amsterdam. Dit museum heeft een geschiedenis van kunstvernieling. Twee werken van Barnett Newman, "Who’s Afraid of Red Yellow and Blue III" in 1986 en "Cathedra" in 1997, werden door dezelfde dader met een stanleymes bewerkt. Het Boekenweekgeschenk bespreekt de lotgevallen van Untitled no 18, oorspronkelijk geschilderd door Mark Rothko, een stijlgenoot van Barnett Newman.